# Tadaxa lintona
Tadaxa lintona är en fjärilsart som beskrevs av Swinhoe 1901. Tadaxa lintona ingår i släktet Tadaxa och familjen nattflyn. Inga underarter finns listade i Catalogue of Life.